# Marcel Roşca
Marcel Roşca, född 18 oktober 1943 i Bukarest, är en rumänsk före detta sportskytt.
Roşca blev olympisk silvermedaljör i pistol vid sommarspelen 1968 i Mexico City.